# Eulithis deleta
Eulithis deleta är en fjärilsart som beskrevs av Embrik Strand 1903. Eulithis deleta ingår i släktet Eulithis och familjen mätare. Inga underarter finns listade i Catalogue of Life.